# 2003년 전미 비평가 협회상
제38회 전미 비평가 협회상은 2003년 최고의 영화를 기리기 위해 2004년 1월에 열린 시상식이다. 뉴욕, Sardi's Restaurant에서 개최되었다.

## 수상 및 후보

### 작품상
- 아메리칸 스플렌더 수상

### 감독상
- 미스틱 리버 - 클린트 이스트우드 수상

### 여우주연상
- 몬스터 - 샤를리즈 테론 수상

### 남우주연상
- 사랑도 통역이 되나요? - 빌 머레이 수상

### 여우조연상
- 스테이션 에이전트 - 패트리시아 클락슨 수상
- 에이프릴의 특별한 만찬 - 패트리시아 클락슨 수상

### 남우조연상
- 섀터드 글래스 - 피터 사스가드 수상

### 각본상
- 아메리칸 스플렌더 - 샤리 스프링어 버먼 수상

### 촬영상
- 마스터 앤드 커맨더: 위대한 정복자 - 러셀 보이드 수상

### 외국어영화상
- 과거가 없는 남자 수상

### 다큐멘터리상
- 마지막 수업 수상

### 특별상
- Kino on Video 수상
- Milestone Film and Video 수상